# ドッとKONIちゃん
『ドッとKONIちゃん』（ドッとコニちゃん）は、日本のテレビアニメ。2000年11月26日から2001年5月29日までアニマックスで放送された。全26話。アニメーション制作はシャフトで、制作はアニマックスとジェンコ。

## 概要
当時の『ザテレビジョン』のマスコットキャラクターで、KONISHIKIをモデルとした「KONIちゃん」が主人公の作品。

## 登場人物
KONIちゃん
声 - くじら
本作の主人公。小学生。みんなからは注目されている。
HIGH
声 - 森久保祥太郎
KONIの親友。熱血漢で、さらにヒートアップした際には体中に炎が出る。
MORO
声 - 田村ゆかり
KONIの親友。女の子で、語尾に「みゅう」をつける口癖がある。
NARI
声 - 南央美
KONIの親友。お金持ちの息子。常に眼鏡をかけている。
犬あふろ
声 - ワタナベシンイチ
KONIの親友。その名の通りアフロ頭の犬。しゃべることができる。
TK・くんつ
声 - 飛田展男
石田
声 - 大西健晴
七海鯖之信
声 - 大西健晴
宇崎竜童
声 - 大西健晴
ワイハおじさん
声 - 大西健晴
ジュンコ
声 - 竹内順子
サラブレッド府中
声 - 櫻井孝宏
ペルシュロン中山
声 - 土田大
ラブリー先生
声 - 三石琴乃
HIGH、MORO、NARIにはとても厳しい小学校の先生（鞭によるお仕置き中は「痛」や「!!」という吹き出しで隠される）。登場時は専用のBGMが流れる。背中に大きな三角定規を背負っている。KONIに惚れている。
スルメちゃん
声 - 大谷育江
イカの着ぐるみをかぶった正体不明の女の子（？）。ラブリー先生と同様登場時は専用のBGMが流れる。「げそ」が口癖。
ペソメちゃん
声 - 三石琴乃
時々画面内に突如登場しキャラクターに突っ込みを入れる、怪獣をデフォルメしたようなパペット。「だぎゃ」が口癖。

## スタッフ
- 監督 - ワタナベシンイチ（第1話 - 第13話）→安田ケンジ（第14話 - 第26話）
- 助監督 - 井之川慎太郎（第1話 - 第13話）
- キャラクター原案 - 阿部行夫
- キャラクターデザイン - 米田光宏
- シナリオ・プロデュース - あかほりさとる
- シリーズ構成 - あみやまさはる
- 美術 - 阿部行夫（第1話 - 第13話）→小坂部直子（第14話 - 第26話)
- 色彩設計 - 日比野仁
- 撮影監督 - 近藤靖尚
- 編集 - 瀬山武司
- 音楽 - 増田俊郎
- 音響監督 - 明田川仁
- プロデューサー - 大澤信博、久保田光俊
- 制作 - ジェンコ
- アニメーション制作 - シャフト
- 製作 - KONIちゃん製作委員会

## 主題歌
オープニングテーマ「キャラだもん」
作詞 - 阿木燿子 / 作曲 - 宇崎竜童 / 編曲 - 宇崎竜童、大里正穀 / 歌 - 篠龍（篠原ともえ、宇崎竜童）
エンディングテーマ「Sailing Dream」
作詞・作曲・歌 - 篠原ともえ / 編曲 - 篠原ともえ、BlancBlancBloc

## 各話リスト
| 話数   | サブタイトル                           | 脚本                                                  | 絵コンテ            | 演出            | 作画監督   |
| ------ | -------------------------------------- | ----------------------------------------------------- | ------------------- | --------------- | ---------- |
| 第1話  | We are the KONIちゃん                  | あみやまさはる                                        | ワタナベシンイチ    | 井之川慎太郎    | 米田光宏   |
| 第1話  | スクールウォーズ？                     | あみやまさはる                                        | ワタナベシンイチ    | 井之川慎太郎    | 米田光宏   |
| 第1話  | 忍びこむのだーっ！                     | 玉井☆豪                                               | ワタナベシンイチ    | 井之川慎太郎    | 石川慎亮   |
| 第2話  | 正しい証明写真の撮り方                 | 久保田雅史                                            | ワタナベシンイチ    | 岡嶋国敏        | 渡辺とおる |
| 第2話  | @KONIちゃんの家！                      | 玉井☆豪                                               | 小林孝嗣            | 熨斗谷充孝      | 鈴木伸一   |
| 第2話  | フィギュア王!?                         | あみやまさはる                                        | 井之川慎太郎        | 成田歳法        | 川崎茂     |
| 第3話  | つりつりパニック                       | 関島眞頼                                              | 川崎逸朗            | 川崎逸朗        | 入江健司   |
| 第3話  | 立ち読み大決戦！                       | 関島眞頼                                              | 井之川慎太郎        | 阿佐ヶ谷次郎    | 佐野隆雄   |
| 第3話  | 聖騎士KONI伝                           | 植竹須美男                                            | 福多潤              | 井之川慎太郎    | 渡辺とおる |
| 第4話  | 一日支店長〜激闘編                     | 植竹須美男                                            | 成田歳法            | 成田歳法        | 石川慎亮   |
| 第4話  | 高度でコードな女の子                   | 久保田雅史                                            | ワタナベシンイチ    | 岡嶋国敏        | 伊藤良明   |
| 第4話  | 暗黒街のKONI                           | 久保田雅史                                            | 井之川慎太郎        | 戸西稀          | 戸西稀     |
| 第5話  | 特訓サムサム（寒む寒む）アップ!?       | あみやまさはる                                        | 福多潤              | 鈴木利正        | 吉川真一   |
| 第5話  | 魔法のイカ少女 スルメちゃん            | 植竹須美男                                            | 井之川慎太郎        | 井之川慎太郎    | 渡辺とおる |
| 第5話  | KONIちゃん地獄遍                       | 植竹須美男                                            | 前島健一            | 熨斗谷充孝      | 鈴木伸一   |
| 第6話  | あけましてさようなら!?                 | あみやまさはる                                        | ワタナベシンイチ    | 阿佐ヶ谷次郎    | 保田康治   |
| 第6話  | さようなら KONIちゃん!?                | あみやまさはる                                        | ワタナベシンイチ    | 安田賢司        | 村上勉     |
| 第6話  | あけましてこんにちは                   | あみやまさはる                                        | ワタナベシンイチ    | 安田賢司        | 伊藤良明   |
| 第7話  | 丸いのが好き！                         | 関島眞頼                                              | ワタナベシンイチ    | 岡嶋国敏        | 米田光宏   |
| 第7話  | リストラ男は闇将軍                     | 久保田雅史                                            | 井之川慎太郎        | 井之川慎太郎    | 渡辺とおる |
| 第7話  | 最近のジョージはわりと元気？           | 玉井☆豪                                               | 川崎逸朗            | 戸西稀          | 戸西稀     |
| 第8話  | ちぇんじ・ちぇんじ・ちぇんじ           | 植竹須美男                                            | 笠麻美              | サカイシンジ    | 山沢実     |
| 第8話  | 悲劇のオオオカミ男                     | 久保田雅史                                            | 福多潤              | 山内富夫        | 吉川真一   |
| 第8話  | 戦え！KONIレンジャー750！              | 関島眞頼                                              | ワタナベシンイチ    | 安田賢司        | 村上勉     |
| 第9話  | 燃え尽きるまで…                        | 玉井☆豪                                               | 成田歳法            | 戸西稀          | 戸西稀     |
| 第9話  | KONIちゃんの休日                       | 久保田雅史                                            | 成田歳法            | 安田賢司        | 渡辺とおる |
| 第9話  | タクシードライバーのゆううつ           | 関島眞頼                                              | 小林孝嗣            | 岡嶋国敏        | 伊藤良明   |
| 第10話 | 愛の温泉卵                             | 関島眞頼                                              | ENちゃん            | 新田義方        | 竹内昭     |
| 第10話 | 祖師ヶ谷大蔵電子倶楽部の野望           | 川崎ヒロユキ                                          | 鈴木利正            | サカイシンジ    | 浜津武広   |
| 第10話 | 週刊少年KONI                           | 植竹須美男                                            | 小林孝嗣            | 阿佐ヶ谷次郎    | 山沢実     |
| 第11話 | 鎧妻/真昼の裏切り                      | 久保田雅史                                            | 井之川慎太郎        | 井之川慎太郎    | 渡辺とおる |
| 第11話 | 七つの海のサバ侍                       | 久保田雅史                                            | ENちゃん            | 日巻裕二        | 関口雅浩   |
| 第11話 | ロケットマンの熱い冬                   | 関島眞頼                                              | 笠麻美              | 宮崎一哉 戸西稀 | 西田美弥子 |
| 第12話 | アンコとカエル                         | 玉井☆豪                                               | ENちゃん            | 下司ヤスヒロ    | 関口雅浩   |
| 第12話 | 祖師ヶ谷大蔵電子倶楽部ふたたび         | 川崎ヒロユキ                                          | 殿勝秀樹            | 岡嶋国敏        | 村上勉     |
| 第12話 | KONIちゃんのさいゆーき                 | 川崎ヒロユキ                                          | 戸西稀              | 戸西稀          | 戸西稀     |
| 第13話 | 麺達KONIちゃん                         | あみやまさはる                                        | 福多潤              | 宮崎一哉        | 春日香     |
| 第13話 | さようならHIGHちゃん                   | 植竹須美男                                            | 成田歳法            | 山内富夫        | 吉川真一   |
| 第13話 | 君の名は!?                             | あみやまさはる                                        | 小林孝嗣            | 松浦錠平        | 伊藤良明   |
| 第14話 | トレカ大作戦!?                         | あみやまさはる                                        | ENちゃん            | 小林智樹        | 関口雅浩   |
| 第14話 | 超高度でコードレスな女の子             | 久保田雅史                                            | 栗本宏志            | サカイシンジ    | 渡辺とおる |
| 第14話 | 教科書が教えないおとぎ話               | 植竹須美男                                            | 浜名孝行            | 戸西稀          | 戸西稀     |
| 第15話 | 月に向かって打て！                     | 玉井☆豪                                               | ENちゃん            | 谷口則夫        | 関口雅浩   |
| 第15話 | 初恋!?初濃いHIGHちゃん!?               | あみやまさはる                                        | 木村隆一            | 宮崎一哉        | 西田美弥子 |
| 第15話 | 忍び…忍んで…忍者蕎麦!?                 | あみやまさはる                                        | 成田歳法            | 岡嶋国敏        | 村上勉     |
| 第16話 | KONIちゃんがころんだ                   | 川崎ヒロユキ                                          | 大宅光子            | 山内富夫        | 吉川真一   |
| 第16話 | 第一次ダイエット作戦                   | 植竹須美男                                            | 福多潤              | サカイシンジ    | 伊藤良明   |
| 第16話 | お絵かきなのダ〜                       | あみやまさはる                                        | 戸西稀              | 戸西稀          | 戸西稀     |
| 第17話 | ド根性KONIちゃん！                     | 玉井☆豪                                               | 米田光宏            | 宮崎一哉        | 春日香     |
| 第17話 | 鯖対関鯖                               | 久保田雅史                                            | 米田光宏            | 米田光宏        | 米田光宏   |
| 第17話 | ふしぎなおともだち                     | 植竹須美男                                            | ENちゃん            | 谷口則夫        | 関口雅浩   |
| 第18話 | 愛と青春の準優勝                       | 久保田雅史                                            | ENちゃん            | 谷口則夫        | 関口雅浩   |
| 第18話 | ドッと三匹が行く！                     | あみやまさはる                                        | 谷口則夫 安田賢司   | 戸西稀          | 戸西稀     |
| 第18話 | 好きとか嫌いとか                       | 玉井☆豪                                               | 栗本宏志            | サカイシンジ    | 渡辺とおる |
| 第19話 | ドッとKONIさん大登場！                 | 川崎ヒロユキ                                          | 大宅光子            | 山内東生雄      | 吉川真一   |
| 第19話 | 『篠龍』見参！撮影現場は大騒ぎ!!       | 川崎ヒロユキ                                          | 小林孝嗣            | 栗本宏志        | 伊藤良明   |
| 第19話 | KONIちゃん徹底攻略                     | あみやまさはる                                        | 安田ケンジ          | 栗本宏志        | 伊藤良明   |
| 第20話 | 教えて、秘密のパーティー！             | 長谷川勝己                                            | 成田歳法            | 山内東生雄      | 吉川真一   |
| 第20話 | KONIぐるみ、大変身!!                   | 植竹須美男                                            | 富士賢矢 安田ケンジ | 岡嶋国敏        | 村上勉     |
| 第20話 | ドッとカルタ その壱                    | あみやまさはる 植竹須美男 川崎ヒロユキ 玉井☆豪        | 福多潤              | 宮崎一哉        | 立山信也   |
| 第21話 | 心霊写真がほしい！                     | 関島眞頼                                              | ENちゃん            | 谷口則夫        | 関口雅浩   |
| 第21話 | オールナイト・ドッとKONI               | 玉井☆豪                                               | 谷口則夫 安田ケンジ | サカイシンジ    | 敷島博英   |
| 第21話 | ドッとカルタ その弐                    | あみやまさはる 植竹須美男 久保田雅史 関島眞頼 玉井☆豪 | 戸西稀              | 戸西稀          | 戸西稀     |
| 第22話 | ケリ、ケリ、カンケリ                   | あみやまさはる                                        | ENちゃん            | 谷口則夫        | 関口雅浩   |
| 第22話 | 思い出は永遠に さよならスルメちゃん    | 植竹須美男                                            | 成田歳法            | 成田歳法        | 渡辺とおる |
| 第22話 | 本当はよーしゃなくきびしいイソップ童話 | 植竹須美男                                            | 福多潤              | 宮崎一哉        | 西田美弥子 |
| 第23話 | 言葉は大切に…の巻。なんだよ、巻って？  | あかPOLIさとる                                        | 大宅光子            | 山内東生雄      | 吉川真一   |
| 第23話 | 嗚呼、鎧家族！                         | 久保田雅史                                            | 成田歳法            | サカイシンジ    | 村上勉     |
| 第23話 | リングに燃えろ！                       | 長谷川勝己                                            | 福多潤              | 戸西稀          | 戸西稀     |
| 第24話 | 資格は世界を救う！                     | 関島眞頼                                              | ENちゃん            | 谷口則夫        | 関口雅浩   |
| 第24話 | ラブリー先生 ハッピーウェディング!!    | 植竹須美男                                            | 小林孝嗣            | 宮崎一哉        | 春日香     |
| 第24話 | ドッとKONIちゃん キャラクター大図鑑    | あみやまさはる                                        | 安田ケンジ          | 安田ケンジ      | 渡辺とおる |
| 第25話 | KONIちゃん像に花束を                   | 玉井☆豪                                               | ENちゃん            | 谷口則夫        | 関口雅浩   |
| 第25話 | 高度でコードな大暴走                   | 久保田雅史                                            | 成田歳法            | 成田歳法        | 伊藤良明   |
| 第25話 | 疾走!!毒々マシン KONIレース!!          | 植竹須美男                                            | 戸西稀              | 戸西稀 宮崎一哉 | 戸西稀     |
| 第26話 | ドッとお宝鑑定団                       | 植竹須美男                                            | 安田ケンジ          | 戸西稀 宮崎一哉 | 戸西稀     |
| 第26話 | 史上最大のゲスト登場!?                 | あみやまさはる                                        | 大宅光子            | 山内東生雄      | 吉川真一   |
| 第26話 | だってキャラだもん！                   | 長谷川勝己                                            | 安田ケンジ          | 安田ケンジ      | 小原充     |

## 日本国外での状況
ラテンアメリカに輸出され人気を博した。スペイン語への翻訳を担当したメキシコの会社は正確な翻訳は不可能で、ラテンアメリカの視聴者の興味を引くものではないと判断したため、ラテンアメリカスペイン語に翻訳されたバージョンには、この地域に関するジョーク、フレーズ、言及が数多く含まれている。  

## 特番
『KONISHIKI&八木亜希子のドッと見せます! ぜ〜んぶKONIちゃん』
2000年11月3日放送。